# 水町亮介
水町 亮介（みずまち りょうすけ、1981年9月10日 - ）は、佐賀県伊万里市出身の元プロバスケットボール選手である。B.LEAGUEの秋田ノーザンハピネッツに所属していた。ポジションはガード。身長186cm、体重83kg。
佐賀西高校、学習院大学卒業後の2004年に新潟アルビレックスBBの下部組織に入団。2005年のbjリーグ開幕後は大分ヒートデビルズ、新潟アルビレックスBBを経て、2010年に秋田ノーザンハピネッツに移籍。秋田ではキャプテンを務めていた。
自らのプレイを「隙間産業」に例え、目立たないながらも堅実なプレイを身上とした。

## 来歴
佐賀県伊万里市にて出生。小学4年生でバスケットボールを始める。佐賀市立鍋島中学校を卒業後、佐賀西高校に進学し、1998年と1999年にはインターハイに出場した。競技生活は高校までで終えるつもりで学習院大学に進学するが、勧誘を受けバスケットボール部に入部。当時、学習院大は関東大学バスケットボール連盟のリーグでは11部中6部であったが、水町の在学中に9部中3部まで昇格し、4年時には3部のベストファイブにも選出された。
大学卒業後の2004年、に新潟アルビレックスの下部組織に入団。2005年のbjリーグドラフト会議で全体26位（7巡目1位）指名を受けて大分ヒートデビルズに入団した。大分では副キャプテンを務めたが、2007-08シーズン終了後に戦力外通告を受けた。
2008-09シーズンより、新潟アルビレックスBBへ移籍。2009-10シーズン終了後、エクスパンション・ドラフトにて、2010年新設された秋田ノーザンハピネッツの指名を受け、移籍。新潟からは長谷川誠、ポール・ビュートラック、アントニオ・バークスも、共に秋田に加わった。水町は初代キャプテンに指名され、2010-11シーズンはレギュラーとしてキャリアハイとなる出場試合数50、出場時間1,458分を記録した。
2017-18シーズンを最後に引退し、ハピネッツを運営する秋田ノーザンハピネッツ株式会社に入社、小中学生向けのバスケットボールスクールのコーチに就任した。
2020年、地元佐賀からBリーグ入りする佐賀バルーナーズのアカデミーコーチに就任。

## 個人成績
| シーズン | チーム | GP  | GS | MPG  | FG%   | 3P%   | FT%   | RPG | APG | SPG | BPG | TO  | PPG |
| -------- | ------ | --- | -- | ---- | ----- | ----- | ----- | --- | --- | --- | --- | --- | --- |
| 2005-06  | 大分   | 31  | 4  | 14   | 36.7% | 25.0% | 76.9% | 1.4 | 1.4 | 0.5 | 0   | 0.9 | 2   |
| 2006-07  | 大分   | 22  | 7  | 12   | 43.6% | 33.3% | 0.0%  | 1.3 | 1.2 | 0.4 | 0   | 1   | 1.8 |
| 2007-08  | 大分   | 29  | 5  | 9    | 32.4% | 0.0%  | 75.0% | 1.2 | 0.9 | 0.3 | 0   | 0.4 | 1   |
| 2008-09  | 新潟   | 29  | 0  | 4    | 42.1% | 11.1% | 50.0% | 0.7 | 0.2 | 0.3 | 0.1 | 0.4 | 0.7 |
| 2009-10  | 新潟   | 35  | 11 | 6    | 41.0% | 50.0% | 66.7% | 0.8 | 0.6 | 0.4 | 0   | 0.4 | 1.2 |
| 2010-11  | 秋田   | 50  | 45 | 29   | 33.2% | 30.3% | 59.2% | 3.1 | 2.8 | 1.3 | 0   | 1.2 | 4.6 |
| 2011-12  | 秋田   | 50  | 11 | 18   | 42.9% | 33.8% | 51.7% | 1.9 | 1.6 | 0.8 | 0   | 0.6 | 3.5 |
| 2012-13  | 秋田   | 44  | 13 | 7    | 46.9% | 28.6% | 66.7% | 1.0 | 0.9 | 0.6 | 0   | 0.3 | 1.3 |
| 2013-14  | 秋田   | 41  | 0  | 6.0  | 45.5% | 28.6% | 42.9% | 0.3 | 0.7 | 0.5 | 0   | 0.5 | 1.2 |
| 2014-15  | 秋田   | 50  | 13 | 13.2 | 47.1  | 26.5  | 66.7  | 1.0 | 1.5 | 0.5 | 0.1 | 0.6 | 2.7 |
| 2015-16  | 秋田   | 52  | 32 | 16.2 | 41.7  | 28.3  | 52.6  | 1.8 | 2.0 | 0.8 | 0.1 | 0.8 | 2.9 |
| 2016-17  | 秋田   | 45  | 2  | 10.4 | 25.0  | 0     | 50.0  | 0.8 | 0.7 | 0.4 | 0   | 0.6 | 0.8 |
| 2017-18  | 秋田   | 48  | 8  | 8.4  | 37.8  | 22.2  | 55.6  | 0.8 | 0.6 | 0.4 | 0   | 0.7 | 1.4 |
| 合計     |        | 526 |    | 12.5 | 39.1  | 27.9  | 58.6  | 1.4 | 1.2 | 0.6 | 0.0 | 0.6 | 2.1 |

## 人物・エピソード
- 元ブラウブリッツ秋田の前山恭平も、佐賀県伊万里市生まれであり[9]、秋田の両チームで伊万里者が活躍していた。
- 古着を好んで着用。
- 固形チーズが大の苦手。